# Jane Eaglen
Jane Eaglen (Lincoln, 4 de abril de 1960) es una soprano dramática operística británica.

## Vida
Eaglen nació en 1960 en la ciudad inglesa de Lincoln. Su educación musical comenzó estudiando piano a la edad de 5 años, que continuó hasta los 16. Su profesor le sugirió que tome lecciones de canto, y durante un año estudió en su ciudad natal.

## Carrera
Tras ser rechazada por la Guildhall School of Music and Drama de Londres, audicionó a los 18 años para Joseph Ward, profesor vocal de Royal Northern College of Music en Mánchester. Ward reconoció enseguida su potencial y la aceptó como alumna.
En 1984 se unió a la English National Opera, pasó un par de años interpretando la primera dama de La flauta mágica de Mozart, Berta, la sirvienta en El barbero de Sevilla de Rossini y Leonora de Il trovatore de Verdi.
Irrumpió en la escena de la ópera mayor cuando fue seleccionada para interpretar a Donna Anna de Don Giovanni de Mozart en la Scottish Opera. Se consagra interpretando Tosca y Norma con esta compañía. Hizo su debut en los Estados Unidos con Norma en 1994 con la Ópera de Seattle en un reemplazo de última hora.
Eaglen encarnó su primera Brunilda, de La valquiria, con la Ópera lírica de Chicago en 1996. Su primera Isolda de Tristán e Isolda llegó en 1998 con la Seattle Opera, compañía a la que ha vuelto constantemente. Repitió este rol en 1999 en Chicago y en 2000 en el Metropolitan Opera.
Dentro del repertorio operístico, ha representado diversos y diferentes roles, entre los que se cuentan además de los citados, Leonora de Fidelio, Ariadne de Ariadne auf Naxos, Senta de El holandés errante, Ortrud de Lohengrin, La Gioconda, Lady Macbeth de Macbeth. Además, ha participado en conciertos interpretando Cuatro últimas canciones de Richard Strauss, Escena final de Salomé, Escena de la inmolación, de Wagner, Réquiem de Verdi, Sinfonía n.º 8 de Mahler, Nabucco, Gurrelieder de Schönberg y Sigfrido de Wagner entre otros. 
Ha trabajado junto a los más destacados directores, entre ellos Daniel Barenboim, Zubin Mehta, Riccardo Chailly, Riccardo Muti, Claudio Abbado, Richard Hickox, Bernard Haitink, Jeffrey Tate, Donald Runnicles, Daniele Gatti, Klaus Tennstedt, James Conlon, y se ha presentado en los principales festivales y teatro de ópera del mundo.
A la par de sus presentaciones, se ha dedicado a la enseñanza. Fue nombrada doctora honoraria de artes musicales en 2005 de la Universidad de McGill, Montreal. Enseña como artista en residencia en la escuela de música de la Universidad de Washington y participa en el programa de jóvenes artistas de la Ópera de Seattle. En concordancia con sus viajes, trabaja con el programa de artistas como el Programa de Ópera Merola y la Academia Internacional de Voz de Cardiff, y frecuentemente dicta clases magistrales. Reside en Seattle.

## Discografía selecta
Grabaciones solista
- 1996 – Jane Eaglen: Bellini & Wagner (Sony Classical).
- 1998 – Jane Eaglen: Mozart & Strauss (Sony Classical).
- 2000 – Jane Eaglen: Four Last Songs (Sony Classical).
- 2001 – Jane Eaglen: Italian Opera Arias (Sony Classical).

Obras completas
- 1991 – Wagner: Götterdämmerung. Bernard Haitink.
- 1994 – Mayr: Medea in Corinto. David Parry (Opera Rara).
- 1995 – Bellini: Norma. Ricardo Muti. (EMI Classics).
- 1996 – Puccini: Tosca. David Parry (Chandos).
- 1996 – Schulhoff: Flammen (Decca).
- 1997 – Bruckner: Misa n.º 3; Te Deum. Franz Welser-Möst (EMI Classics).
- 2001 – Verdi: Aida. David Parry.
- 2002 – Wagner: Der fliegende Holländer. Daniel Barenboim (Teldec Classics).
- 2002 – Wagner: Tannhäuser. Daniel Barenboim (Teldec Classics).
- 2002 – Puccini: Turandot. David Parry (Chandos).
- 2004 – Beethoven: Sinfonía n.º 9. Claudio Abbado (Sony Classical).
- 2004 – Pasatieri: Letter to Warsaw. Rudolf Schwarz (Naxos 8.559219).
- 2005 – Mahler: Complete Symphonies. Riccardo Chailly (Decca).

Recopilatorios
- 1995 – Jane Eaglen - Wagner.
- 1995 – Lost Empires Soundtrack
- 1995 – Sense and Sensibility Soundtrack
- 1998 – Opera Rara Collection (Opera Rara).
- 1999 – Great Performances 1903-1998 (Sony Classical).
- 1999 – Great Arias & Ensembles.
- 2001 – Escape Through Opera.
- 2001 – Great Arias & Ensembles Vol. 2.

DVD Video
- 2002 – Last Night Of The Proms 2000.
- 2004 – Wagner: Tristan und Isolde. James Levine (DG).